# Mieterverein München
Der DMB Münchner Mieterverein e.V. ist seit 1922 eine Interessenvertretung für Mieter in München und hat derzeit rund 63.000 Mitglieder. Er ist als zweitgrößter deutscher Mieterverein Mitglied im Deutschen Mieterbund. Zweck ist unter anderem die Verwirklichung der örtlichen sozialen und ökologischen Wohnungs- und Mietenpolitik, die Verbesserung der Wohnverhältnisse sowie die Wahrung von Mieterrechten und -interessen. Die Mitglieder bezahlen einen Jahresbeitrag und können sich dafür bei Mietfragen, so oft wie nötig, von angestellten Volljuristen beraten lassen.

## Organisation

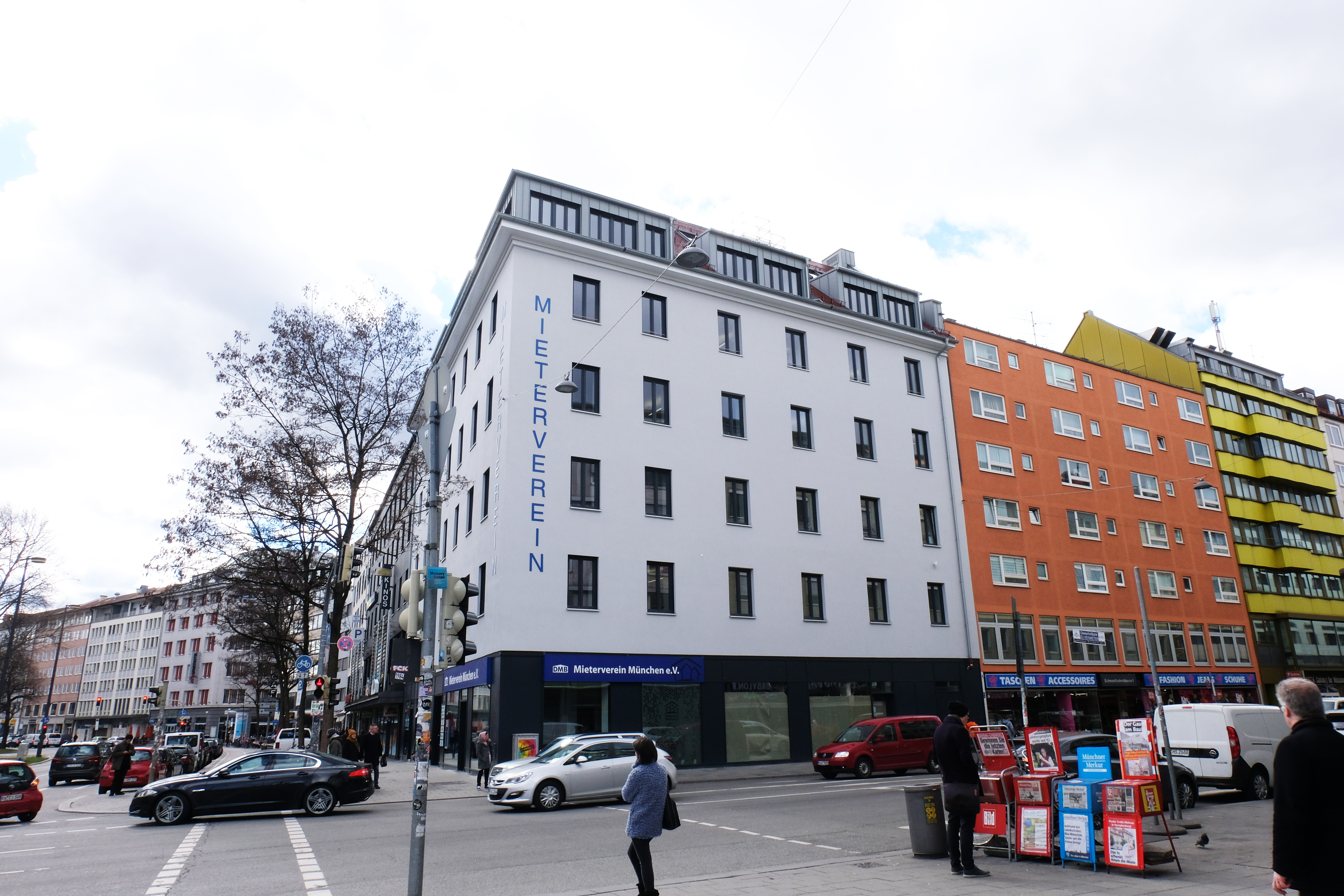
Der DMB Münchner Mieterverein e.V. in der Sonnenstr. 10

Vertreten wird der Verein von einem ehrenamtlich tätigen Vorstand. Geleitet wird dieser aktuell von der Vorsitzenden Beatrix Zurek sowie den stellvertretenden Vorsitzenden Simone Burger und Anne Hübner. Jedes Mitglied wird von der Mitgliederversammlung für vier Jahre gewählt. 2016 bis 2022 war Volker Rastätter Geschäftsführer. Seit 2022 hat Angela Lutz-Plank die Geschäftsführung inne.

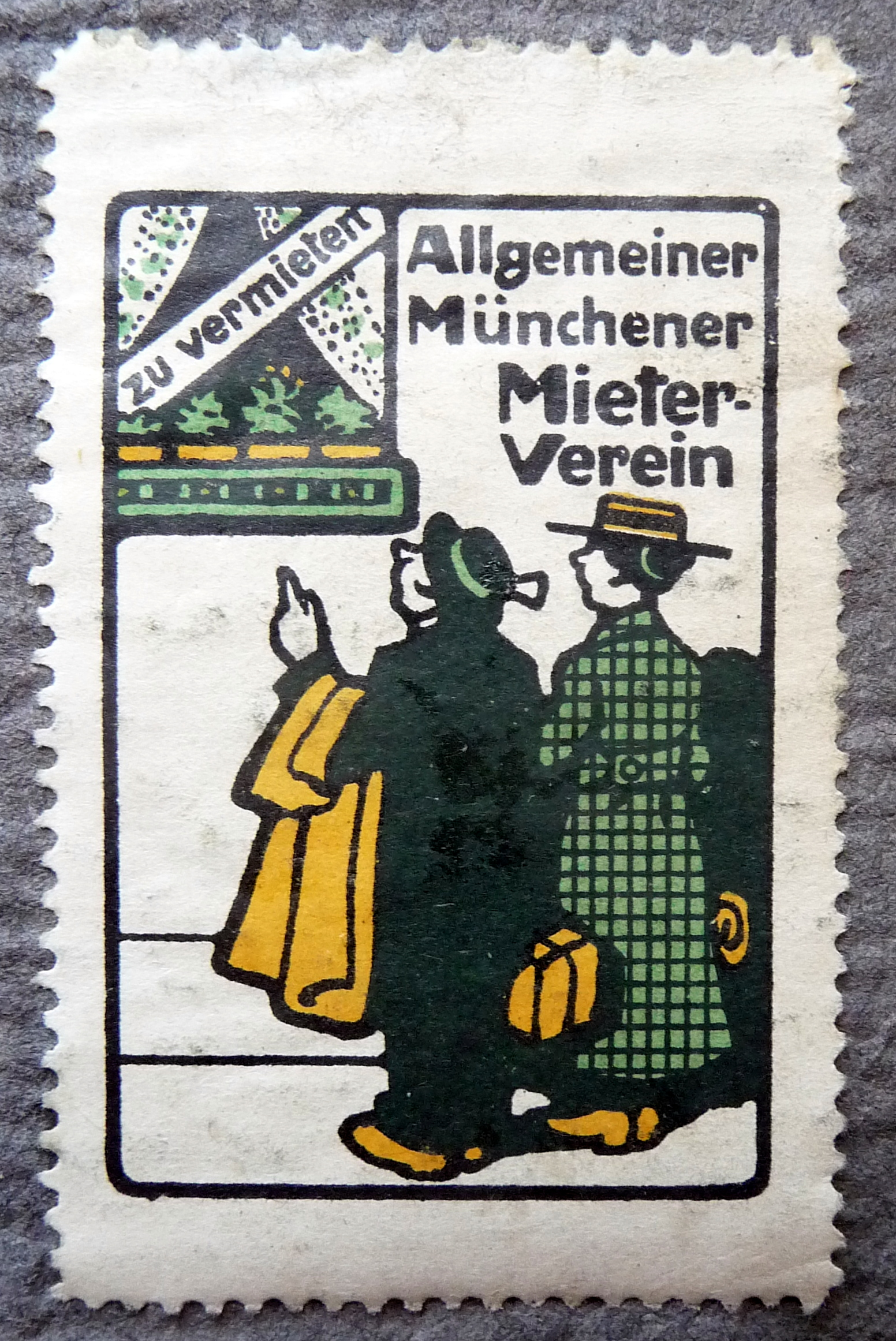
Werbemarke des Mietervereins München

## Schwerpunkte der Arbeit
Der Verein vertritt unter Ausschluss parteipolitischer Bestrebungen die Interessen der Mieter. Er setzt sich insbesondere für die Verwirklichung einer sozialen und ökologischen Wohnungs- und Mietenpolitik sowie Wohnungswirtschaft ein. Dabei sollen die Rechte und Interessen der Mieter und Pächter in allen Bereichen des Miet-, Pacht- und Wohnungswesens an erster Stelle stehen.
Darüber hinaus setzt sich der Verein für die Erhaltung und den Ausbau von Wohnungs- und Siedlungsgenossenschaften sowie im Besitz der öffentlichen Hand befindlicher Wohnungsbestände ein.

## Aktivitäten
2013 verkaufte der Freistaat Bayern rund 30.000 Sozialwohnungen der Wohnungsgesellschaft GBW an ein Konsortium aus 27 Investoren unter der Führung der Augsburger Patrizia AG. Seitdem werden regelmäßig die Mieten erhöht, was für viele Bewohner ein großes Problem darstellt. Der Mieterverein München vertritt auch GBW-Mieter und nutzt die gesetzlichen Möglichkeiten zum Mieterschutz.
Der Mieterverein war einer der Förderer der Mieterdemo #ausspekuliert, bei der im September 2018 11.000 Menschen in München gegen Gentrifizierung und steigende Mieten demonstrierten. Darüber hinaus initiierte der Verein auch das Volksbegehren „#6JahreMietenstopp“ für Bayern.
Am 15. Oktober 2019 gewann der Mieterverein München die bundesweit erste Musterfeststellungsklage im Mietrecht.

## Schriften
Alle Mitglieder erhalten vierteljährlich kostenfrei das Münchner Mieter Magazin.